# Jorge Fontevecchia
Jorge Alberto Fontevecchia (Buenos Aires, 15 de julio de 1955) es un periodista y empresario de medios argentino, propietario de Editorial Perfil que publica, entre otros, el Diario Perfil y las revistas Noticias y Caras. Ha escrito libros, entre los que se destacan las dos versiones de Reportajes y fue muchas veces premiado en Argentina y en la región.

## Trayectoria

### Comienzos
Es hijo del dueño de una empresa de medios gráficos que publicaba revistas deportivas, Alberto Fontevecchia, casado con Nelva López de Fontevecchia, su madre. Egresado del Colegio Nacional N.º 1 "Bernardino Rivadavia". Cursó Administración de Empresas en la Universidad Argentina de la Empresa (UADE). 
En 1975 publicó su primer trabajo periodístico: una edición extra sobre el equipo ganador de un campeonato de fútbol. Con el dinero obtenido en esa primera experiencia, viajó a Paraguay para fundar su primera revista semanal de información: "Actualidad", que comenzó a editarse ese mismo año.
En 1976 extendió el emprendimiento a Uruguay, donde fundó una revista semanal de información se llamó "Noticias". Al año siguiente volvió a la Argentina y lanzó un semanario popular de bajo costo que le permitió obtener el capital para crear el semanario de información  llamado "La Semana". Esta revista daría origen a Editorial Perfil, de la que sigue siendo propietario.

### Dictadura (1976-1983)
Durante los siete años que duró la dictadura militar (1976-1983) la circulación de "La Semana" fue prohibida en seis oportunidades. También fue clausurada en 1982 y fue reabierta por orden de la Corte Suprema de Justicia argentina varios meses después.
En enero de 1979, cuando la distribución de La Semana había padecido ya varias prohibiciones, a los 23 años Jorge Fontevecchia fue secuestrado por militares, encarcelado en el campo clandestino de detención El Olimpo y posteriormente liberado gracias a las presiones que ejercían las organizaciones internacionales de prensa y la llegada de la Comisión Interamericana de Derechos Humanos que ocurriría pocos meses después. El Olimpo fue uno de los campos de detención del Ejército que alojó alrededor de 700 personas de las que 650 fueron asesinadas. Fontevecchia no reclamó ni recibió resarcimiento alguno de parte del Estado por su secuestro y desaparición.
Según recordó Miguel Bonasso -en una nota de 1998-, durante la dictadura, en mayo de 1978, vísperas del Mundial de Fútbol, Fontevecchia descalificó en su revista La Semana la primera denuncia sobre la ESMA producida por un sobreviviente, Horacio Domingo Maggio, al que llamó "terrorista".
La  revista Garganta Poderosa rechazó un premio otorgado por la Editorial Perfil ya que «históricamente, Jorge Fontevecchia se ocupó de arrancar retazos de realidad para vestir a sus mentiras como si fueran verdad», recordando su pasado durante el Proceso.
Durante la Guerra de Malvinas Fontevecchia lanzó varios editoriales apoyando el Proceso de Reorganización Nacional y tildando de campaña antiargentina a quienes criticaban las violaciones a los derechos humanos que ocurrían en el país. Ese mismo año, Fontevecchia publicó un editorial donde se decía en forma de "Carta abierta a un periodista europeo": «Y, por favor, no nos venga a hablar de campos de concentración, de matanzas clandestinas o de terror nocturno. Todavía nos damos el gusto de salir de noche y volver a casa a la madrugada».
Terminada la Guerra de Malvinas en 1982, "La Semana" fue clausurada por el Poder Ejecutivo Nacional (PEN) tras una nota sobre el represor Alfredo Astiz. Tres meses después, logró ser reabierta por orden de la Corte Suprema de Justicia y la dictadura decretó la detención y encarcelamiento de Fontevecchia, acusado de traición a la patria por lo publicado durante la Guerra de Malvinas. Fue el último argentino en ser puesto a disposición del PEN. Sin embargo, pudo evadir la prisión y se refugió en la embajada de Venezuela, para luego exiliarse.

### Décadas de 1980 y 1990
En 1983 instaló su residencia en Nueva York, donde nació el primero de sus tres hijos, retornando un año despuès. En 1988 vivió en San Pablo donde lanzó dos revistas masivas: "Mía" y "Semanario", que continúan en circulación.
En 1989 regresó a la Argentina y, con el capital generado por su editorial en Brasil, transformó La Semana en un newsmagazine bautizado Noticias, que abandonó el modelo de publicación ilustrada con el que la revista Life inspiró durante décadas a los semanarios del mundo.
Durante el mandato de Carlos Menem (1989-1999), la familia presidencial llevó a juicio a Fontevecchia a causa de sus publicaciones en Noticias. En 1997, la escalada de violencia llegó a su punto más alto con el asesinato de José Luis Cabezas, fotógrafo de la revista Noticias, cuyo cadáver fue incinerado dentro de un auto.
En 1994 volvió a vivir un año en Brasil para el lanzamiento de otra publicación de corte comercial: "Caras", cuyo éxito le permitió financiar el lanzamiento del diario Perfil algunos años después. El diario comenzó a publicarse en mayo de 1998 pero la crisis económica ocasionó su final apenas dos meses después. El cierre se produjo por serios problemas financieros, desde su primer número, que salió a la calle el 9 de mayo último, el diario perdió 15 millones de pesos. En agosto de 1998 periodistas de Perfil y de otros medios se acercaron ante la noticia del cierre, intentaron pedirle explicaciones a Fontevecchia, pero el chofer no detuvo la marcha y un encargado de seguridad le dio un puntapié al fotógrafo de la agencia DyN. Ante estos incidentes, Fontevecchia no descendió del auto y le indicó a su chofer que lo alejara del lugar, por lo que el diario permaneció tomado por los salarios adeudados del empresario. Varios periodistas de Perfil denunciaron que Fontevecchia ejercía habitualmente la censura. Ese mismo año la revista Caras se vio envuelta en una controversia editorial por la eliminación de un artículo referido a la vida privada de Fontevecchia.

### Décadas de 2000 y 2010
Los medios de Perfil mantuvieron una línea crítica con respecto a los gobiernos de Néstor Kirchner y Cristina Fernández de Kirchner, como antes con Menem. Según Joaquín Morales Solá, Kirchner tenía «una cuestión personal» contra Fontevecchia porque sentía que «lo calumnia».
En 2005 relanzó Perfil como un periódico dominical. El primer número de esta etapa, del que se imprimieron 30 000 ejemplares, salió en la Ciudad de Buenos Aires y alrededores el 11 de septiembre de 2005. Dos años después comenzó a venderse también los sábados.  
Desde 2012 es miembro de la Academia Nacional de Periodismo, ocupando el sillón Manuel Laínez.
En 2014 Fontevecchia fue denunciado por persecución gremial en medio de un conflicto por salarios adeudados.
En 2016 su principal diario, Perfil, se hallaba nuevamente en dificultades económicas, originándose reclamos tras la decisión empresarial de no pagar el aguinaldo ni los aumentos, y de abonar los sueldos en cuotas. En 2017, Perfil lanzó una edición en la provincia de Córdoba, por un equipo local.
Una nota basada en el informe oficial sobre distribución de la publicidad oficial denominó al diario Perfil de Fontevecchia como otro de los grandes ganadores del reparto macrista de la publicidad oficial, señalando que Perfil de Jorge Fontevecchia recibió una pauta publicitaria de 1,3 millones, en contraste con el diario Página 12 de mayor tirada que recibió 400 mil pesos.
En vísperas de las elecciones de 2023, Fontevecchia publicó una editorial en diario Perfil donde llamaba abiertamente a votar en contra del candidato Javier Milei. Este posicionamiento hizo que sufriera varias críticas contra su persona a pesar de que el periodista históricamente ha declarado abiertamente su voto en los distintos sufragios. 

#### Expansión digital
En paralelo al desarrollo gráfico, Fontevecchia impulsó la estrategia digital del grupo con la creación de Perfil.com, que se consolidó como uno de los portales de noticias en español con énfasis en análisis político, opinión y periodismo de investigación. En 2018 lanzó la radio digital Perfil 101.9 y, posteriormente, un multimedio integrado que reúne diario impreso, plataformas digitales, radio y un canal de TV digital, ampliando la presencia del grupo en distintos soportes mediáticos. 

## Publicaciones
Ha escrito cientos de artículos en Perfil, muchos fueron recopilados en libros:
- Entretiempo. Alfaguara, 2005
- Reportajes. Planeta, 2008
- Reportajes 2. Sudamericana, 2010
- Quiénes fuimos en la era K. Planeta, 2015.
- Periodismo y verdad. Paidós, 2018.

## Premios
Fue galardonado en tres ocasiones por la Fundación Konex en la disciplina Dirección Periodística, entre otros:
- Universidad de Columbia: Premio Cabot de Periodismo 1997.
- Fundación Konex: Premio a la Dirección Periodística para la década 1987/1996
- Gobierno del Brasil: Condecoración de Río Branco en el grado de Comendador por su contribución al intercambio cultural entre los dos países, año 2000
- Círculo de Creativos Argentinos: Premio Creativo Argentino, 2006
- Fundación Konex: Premio a la Dirección Periodística para la década 1997/2006
- Rotary Club de Buenos Aires: Premio Laurel de Plata a la Personalidad 2009
- Asociación Dirigentes de Empresa: Premio ADE al Dirigente de Empresa 2009
- Club del Progreso: Premio a la Trayectoria, 2015
- Universidad de Palermo: Premio al Estilo Emprendedor en Diseño y Comunicación, 2015
- Premio Konex de Platino 2017. Premio a la Dirección Periodística para la década 2007/2016.[24]
- Legislatura de la Ciudad Autónoma de Buenos Aires: Ciudadano ilustre de la Ciudad Autónoma de Buenos Aires, 2019.[25]

## Conferencias
- Magazine Publishers of America (Los Ángeles, 1995)
- International Federation of the Periodical Press (Tokio, 1997)
- International Confederation for Printing (Lisboa, 2002).[cita requerida]
- Academia de Ciencias, Estudios Latinoamericanos (Moscú, 2002).[cita requerida]
- International Federation of the Periodical Press (Londres, 2005)
- International Federation of the Periodical Press (San Pablo, 2007).
- Massachusetts Institute of Technology (Boston, 2007).
- Magazine Publishers of America (San Francisco, 2008).
- Associação Nacional dos Editores de Revistas (San Pablo, 2008).
- International Federation of the Periodical Press (San Pablo, 2010).
- Naspers (Buenos Aires, 2013).
- 5th Iberoamerican Magazine Media Conference, ANER/FIPP (San Pablo, 2014).
- Fundación Universitaria del Río de la Plata (Buenos Aires, 2015).
- Club Político Argentino (Buenos Aires, 2015).
- Rotary Club Buenos Aires (Buenos Aires, 2015).
- CIPPEC. III Encuentro Latinoamericano de Think Tanks (Buenos Aires, 2015).
- 68th World News Media Congress, WAN-IFRA (Cartagena de Indias, 2016).